# Ой рано, рано кури запіли
«Ой рано, рано кури запіли» — українська колядка історико-військового змісту.

## Текст
Ой рано, рано кури запіли,
Ой іще раньше наш панонько встав,
Ой, устав, устав, три свічі ссукав.
При єдній свічі шатоньки вбирав,
При другій свічі личенько вмивав,
При третій свічі коника сідлав.
Ой сідлав, сідлав, в поле виїжджав,
В поле виїжджав, з конем розмовляв:
 — Ти коню сивий, будь ми щасливий,
Будь ми щасливий на три дороги,
На три дороги та у три землі.
Єдна дорога в волоську землю,
Друга дорога в турецьку землю,
Третя дорога в німецьку землю.